# Yvesia (pissebedden)
Yvesia is de naam die in 1973  door Coineau & Botosaneanu  is gepubliceerd voor een geslacht van pissebedden uit de familie Microcerberidae.  De originele naam is echter een basioniem van Isoyvesia. Er bestaat een gelijknamig geslacht Yvesia van planten uit de grassenfamilie Poaceae.